# Unterseeboot UB-48
Pour les autres navires du même nom, voir Unterseeboot 48.
L'Unterseeboot UB-48 est un sous-marin (U-Boot) allemand de type UB III utilisé par la Kaiserliche Marine pendant la Première Guerre mondiale. Il a été mis en service dans la marine impériale allemande le 11 juin 1917.
Le sous-marin a effectué neuf patrouilles pendant la guerre, et coulé 35 navires pour une perte totale de 107795 tonneaux de jauge brute (TJB) et un destroyer. Il a opéré dans le cadre de la flottille de Pola, et plus tard de la deuxième flottille de sous-marins de la Méditerranée basée à Cattaro. L'UB-48 fut l’un des U-boote les plus performants en Méditerranée. Le bateau a reçu le numéro U-79 dans la marine austro-hongroise. Il a été Sabordé à Pola après la capitulation de l’Autriche-Hongrie le 28 octobre 1918.

## Conception
Comme tous les sous-marins de type UB III, l'UB-48 avait un déplacement de 516 tonnes en surface et de 651 tonnes en immersion. Ses moteurs lui permettaient de naviguer à 13,6 nœuds (25,2 km/h) en surface et à 8 nœuds (15 km/h) en immersion. Il avait une autonomie de 9090 milles marins (16830 km) à vitesse de croisière. L'UB-48 transportait 10 torpilles et était armé d’un canon de pont de 8,8 cm. L'UB-48 avait un équipage pouvant compter jusqu’à 3 officiers et 31 hommes du rang. 

## Carrière
L'UB-48 a été commandé par le GIN le 20 mai 1916 et construit par Blohm & Voss à Hambourg. Après moins d’un an de construction, il est lancé à Hambourg le 6 janvier 1917. L'UB-48 a été mis en service plus tard la même année sous le commandement de Wolfgang Steinbauer.

## Affectations
- Flottille Mittelmeer / Mittelmeer II : du 2 septembre 1917 au 28 octobre 1918

## Commandants
- Oberleutnant zur See / Kapitänleutnant Wolfgang Steinbauer : du 11 juin 1917 au 28 octobre 1918[2]

## Navires coulés
| Date               | Nom                  | Nationalité      | Tonnage | Destin    |
| ------------------ | -------------------- | ---------------- | ------- | --------- |
| 12 août 1917       | Roanoke              | United Kingdom   | 4803    | Coulé     |
| 14 août 1917       | HMS Prize            | Royal Navy       | 199     | Coulé     |
| 18 août 1917       | Kongsli              | Norvège          | 5826    | Coulé     |
| 20 août 1917       | Serra Do Marco       | Portugal         | 74      | Coulé     |
| 20 août 1917       | Serra Do Pilar       | Portugal         | 65      | Coulé     |
| 23 août 1917       | Winlaton             | United Kingdom   | 3270    | Coulé     |
| 27 août 1917       | Hathor               | United Kingdom   | 3823    | Coulé     |
| 2 octobre 1917     | Imera                | Italie           | 1172    | Coulé     |
| 6 octobre 1917     | Citta Di Bari        | Italie           | 1489    | Coulé     |
| 9 octobre 1917     | Niki                 | Grèce            | 511     | Coulé     |
| 14 octobre 1917    | Valparaiso           | Italie           | 4930    | Coulé     |
| 19 octobre 1917    | Pera                 | United Kingdom   | 7635    | Coulé     |
| 20 octobre 1917    | Collegian            | United Kingdom   | 7520    | Coulé     |
| 27 novembre 1917   | Glenbridge           | United Kingdom   | 3845    | Endommagé |
| 4 décembre 1917    | Dowlais              | United Kingdom   | 3016    | Coulé     |
| 4 décembre 1917    | Gerasimos            | Grèce            | 3845    | Coulé     |
| 8 décembre 1917    | Consols              | United Kingdom   | 3756    | Coulé     |
| 27 janvier 1918    | Volonta Di Dio       | Italie           | 43      | Coulé     |
| 30 janvier 1918    | Harlaw               | Italie           | 821     | Coulé     |
| 2 février 1918     | Celia                | United Kingdom   | 5004    | Coulé     |
| 2 février 1918     | Edilio               | Italie           | 4719    | Coulé     |
| 2 février 1918     | Newminster Abbey     | United Kingdom   | 3114    | Coulé     |
| 3 février 1918     | Aboukir              | United Kingdom   | 3660    | Coulé     |
| 7 février 1918     | Sturton              | United Kingdom   | 4406    | Coulé     |
| 26 avril 1918      | Upada                | United Kingdom   | 5257    | Endommagé |
| 26 avril 1918      | Leopold D’or         | France           | 2300    | Coulé     |
| 27 avril 1918      | Romany               | United Kingdom   | 3983    | Coulé     |
| 27 avril 1918      | Saint Jean           | Marine nationale | 287     | Endommagé |
| 29 avril 1918      | Kingstonian          | United Kingdom   | 6564    | Coulé     |
| 29 avril 1918      | HMT Dalkeith         | Royal Navy       | 748     | Coulé     |
| 29 avril 1918      | Monte Bianco         | France           | 988     | Endommagé |
| 29 avril 1918      | HMT Moose            | Royal Navy       | 208     | Endommagé |
| 2 mai 1918         | Franklyn             | United Kingdom   | 4919    | Coulé     |
| 2 mai 1918         | Tyler                | United States    | 3928    | Coulé     |
| 5 mai 1918         | Clan Ross            | United Kingdom   | 5971    | Endommagé |
| 2 juin 1918        | San Antonio          | Italie           | 389     | Coulé     |
| 6 juin 1918        | Christophero Colombo | Italie           | 264     | Coulé     |
| 10 juin 1918       | Nivernais            | France           | 2555    | Coulé     |
| 13 juin 1918       | Penhallow            | United Kingdom   | 4318    | Coulé     |
| 16 août 1918       | Balkan               | France           | 1709    | Coulé     |
| 18 août 1918       | Nordboen             | Danemark         | 2417    | Coulé     |
| 1er septembre 1918 | Baron Minto          | United Kingdom   | 4537    | Endommagé |
| 1er septembre 1918 | Monviso              | Italie           | 4020    | Endommagé |
| 18 octobre 1918    | Voltaire             | Marine nationale | 18400   | Endommagé |